# Korsør 1925
|  | Denne artikel er oprettet af botten Steenthbot ud fra en ekstern database. Den kan derfor have sproglige fejl eller mangler. Denne skabelon kan fjernes efter kontrol af indholdet. |

Korsør 1925 er en dansk dokumentarisk optagelse fra 1925.

## Handling
Optagelser fra Korsør: Badelivet på stranden, kyststrækningen, gamle huse, statuen af Jens Baggesen, en Kähler-teglsten vises frem, skibe på vandet og muligvis byrådet opstillet til fotografering. Et skib - Emmy L.D. - på vej ud af havnen, det sidste stykke med lodsbåd. Lastning og lodsning af skibe ved kajen. Færgen til Fyn står ud af havnen. Skudehavnen, hvor drenge ligger på maven og fisker krabber. Sprogø. En køretur gennem Korsør by og langs industrihavnen. Til slut nærbilleder af mennesker fra byen.